# تریسی الیس راس
تِرِیسی اِلیس راس (انگلیسی: Tracee Ellis Ross؛ زادهٔ ۲۹ اکتبر ۱۹۷۲) یک هنرپیشه، کمدین و مانکن اهل ایالات متحده آمریکا است. وی از سال ۱۹۹۶ میلادی تاکنون مشغول فعالیت بوده‌است.

## گزیدهٔ آثار

### سینما
- خیابان کندی کین (۲۰۲۳)
- پنج (۲۰۱۱)
- درد زایمان (۲۰۰۹)

### تلویزیون
- سی‌اس‌آی (۲۰۱۱)
- درمانگاه خصوصی (۲۰۱۰)